# 武汉地区无产阶级革命派百万雄师联络站
武汉地区无产阶级革命派百万雄师联络站，简称百万雄师。是文化大革命初期武汉的保皇派组织。

## 历史
由“毛泽东思想红武兵”、“革命造反大军”、“红城公社”、“红卫兵”、“红星军”、“红旗联委”、“野战兵团”、“野战造反兵”、“毛泽东思想红色尖兵”、“革命工人三司”等50多个组织联合，包括分离自“工造总司”的“新工造总司”，1967年5月16日成立。共有十三个常委：俞文斌（一号头头）、杨道安（二号头头）、孙运东（农民部长）、谢敏华（政委、专揪王力指挥部指挥长）、刘敬胜（作战部长）、汤忠云（雄师支队负责人）、孙德州、章迪杰（作战部副部长）、蔡俊善（政参部长）、李本富、陈德松（后勤部长）、耿汉卿、纪登清。得到武汉军区全力支持。号称全部成员122万人，工人59万，贫下中农23万，学生23万，机关干部6万多，居民10多万，文教卫生工作者1万多。 武汉军区声称，“百万雄师”中包括了武汉地区85%以上的中国共产党员。
曾与武汉“工造总司”、“三钢”、“三新”等组织大规模流血武斗，是“七·二〇事件”中捉拿中央文革小组成员王力的主要组织者。
“七·二〇事件”后，俞文斌、杨道安、章迪杰、纪登清、谢敏华、刘敬胜、孙德洲陆续被逮捕，关押于宝丰路湖北省第二监狱。1972年3月解除监禁。其中纪登清死于牢中。汤忠云在1967年8月20日被“公安联司”追捕时被枪杀。蔡俊善被关了一个月，后被要回本单位监护审查。
1978年11月26日，中共中央平反七·二〇事件，“百万雄师”的参与者恢复了名誉。中共武汉市委发文，为俞文斌、李树春、杨道安、纪登清、谢敏华、刘敬胜、孙德洲、章迪杰、汪仕奇、汤忠云等十人平反昭雪。